# Jean Shrimpton
Jean Rosemary Shrimpton (ur. 7 listopada 1942 w High Wycombe, Buckinghamshire) – angielska modelka i aktorka. Była ikoną mody i kultury w latach 60. podczas okresu zwanego Swingującym Londynem. Uważana za jedną z pierwszych supermodelek na świecie. Pojawiła się na okładkach takich magazynów jak „Vogue”, „Harper’s Bazaar”, „Elle”, „Vanity Fair”, „Glamour”, „Newsweek”, „Cosmopolitan” i „Time”. Po raz pierwszy wystąpiła w roli aktorskiej jako Vanessa Ritchie w komediodramacie muzycznym Przywilej (Privilege, 1967) u boku Paula Jonesa.
W latach 1964–1966 była związana z aktorem Terence’em Stampem. 12 stycznia 1979 wyszła za mąż za Michaela Coxa, z którym ma syna Thaddeusa. 